# Imre Tóth
Imre Tóth (Budapeste, 6 de setembro de 1985) é um motociclista húngaro que competiu por oito anos na MotoGP.